# Cermet
Un cermet est un matériau composite composé d’un renfort en céramique (Cer) et d’une matrice métallique (Met),. Ils appartiennent à la famille des composites à matrice métallique.

## Propriétés
Un cermet est conçu pour avoir les propriétés optimales à la fois d’une céramique, telles que la dureté, la résistance à l’abrasion, à la corrosion et aux températures élevées, et celles d'un métal, telles que l'aptitude à subir une déformation plastique (ductilité), la ténacité et le comportement élastoplastique. 

## Composition
Les métaux les plus utilisés sont le nickel, le molybdène et le cobalt. Les céramiques les plus utilisées sont les carbures, les borures et surtout les oxydes. Lorsqu'un cermet est obtenu par frittage d’un carbure métallique et d’un métal, on parle de carbure cémenté.

## Exemples
Le cermet le plus courant est le WC-Co (W pour tungstène, C pour carbone et Co pour cobalt). C’est un carbure de tungstène avec une matrice en cobalt.

## Applications
Grâce à leur forte résistance mécanique, les cermets sont utilisés comme éléments d’outils d'usinage et de coupe (scies…). Certains types de cermets sont également envisagés pour une utilisation comme blindage pour les sondes spatiales car ils résistent aux impacts à haute vitesse des micrométéorites et des débris orbitaux. Les cermets sont beaucoup plus efficaces que les matériaux d'engins spatiaux plus traditionnels tels que l'aluminium et d'autres métaux.
Grâce à leur propriété réfractaire, les cermets sont utilisés dans les turbines à gaz fonctionnant à haute température.
Grâce à leur forte résistance aux températures élevées, les cermets sont utilisés, en électronique, dans la fabrication des résistances (en particulier les potentiomètres) et des condensateurs.

## Commerce
En 2014, la France est nette importatrice de cermet, d'après les douanes françaises. Le prix moyen à la tonne à l'import était de 55 000 €.